# Tonight (I'm Fuckin' You)
"Tonight (I'm Fuckin' You)" (estilizado como "Tonight (I'm F**kin' You)"), também conhecida como "Tonight (I'm Lovin' You") ou simplesmente "Tonight" nas versões para as rádios, é uma canção do cantor espanhol Enrique Iglesias. Ela conta com a participação do rapper americano Ludacris e do produtor DJ Frank E. A canção foi lançada nas rádios americanas 01 de novembro de 2010, como o segundo single do álbum naquele país, e foi lançada digitalmente em 22 de novembro de 2010. A canção foi incluída na Edição Limitada da França do álbum Euphoria. O remix oficial conta com a participação do rapper americano Pitbull. Até hoje o single já vendeu mais de 5 milhões de cópias no mundo todo.

## Recepção

### Recepção crítica
Matthew Wilkening do AOL Radio Blog disse que a canção "destina-se diretamente à pista de dança com uma batida galopante, feita para as boates, juntamente com um teclado insistente, fortemente sintetizado. [...] Os vocais ligeiramente processados de Enrique gotejam com confiança, e dependendo de qual versão você ouça, uma dose saudável de profanidade ao exigir um pouco de amor". Erica Y. Lopez da Fox News Latino disse: "Com o poder estelar que Iglesias traz e uma batida muito dançante acompanhando a faixa, é concebível que a versão das rádios seria um sucesso por mérito próprio - mas adicione um dos palavrões mais pesados do idioma inglês [...] e está basicamente pronta para as boates".

### Conteúdo da letra
A canção foi criticado pela "vulgaridade" do conteúdo e das letra, e quando a MTV News falou com Iglesias em um ensaio para o AMAs, ele afirmou que a canção "não é pra irritar ninguém, é apenas uma boa, e meio que suave diversão. [...] Eu achei que era uma declaração forte ... de dizer em uma canção, mas é divertido," [...] "É provavelmente algo que muitos meninos e meninas pensam, mas não têm coragem de dizer. Ela é bem direta. A musica se tornou muito direta e você pode dizer o que quiser, o que é legal. No final das contas, é só uma canção - não tem que ser levada a sério. Você pode se divertir com ela." Uma versão da canção para as rádios, re-intitulada "Tonight (I'm Lovin' You)", também está disponível e é a versão mais popular da canção.

### Outras versões
Em dezembro de 2010, uma versão de "Tonight (I'm Lovin' You)", com o rapper latino, Pitbull, foi lançada. No final de fevereiro de 2011, uma nova versão de "Tonight (I'm Fuckin' You)" com participação da cantora britânica Luciana no início e a ponte foi lançada.

## Lista de faixas
| Download digital americano |                                                                     |         |  |
| N.º                        | Título                                                              | Duração |  |
| 1.                         | "Tonight (I'm Fuckin' You)" (participação de Ludacris & DJ Frank E) | 3:51    |  |

| CD single alemão e britânico |                                                                     |         |  |
| N.º                          | Título                                                              | Duração |  |
| 1.                           | "Tonight (I'm Lovin' You)" (participação de Ludacris & DJ Frank E)  | 3:54    |  |
| 2.                           | "Tonight (I'm Fuckin' You)" (participação de Ludacris & DJ Frank E) | 3:54    |  |

| Single digital britânico |                                                                     |         |  |
| N.º                      | Título                                                              | Duração |  |
| 1.                       | "Tonight (I'm Fuckin' You)" (participação de Ludacris & DJ Frank E) | 3:52    |  |
| 2.                       | "Tonight (I'm Lovin' You)" (participação de Ludacris & DJ Frank E)  | 3:51    |  |

## Paradas musicais e certificações
| Parada (2010–11)                                       | Melhor posção |
| ------------------------------------------------------ | ------------- |
| Austrália - (ARIA)                                     | 2             |
| Áustria - (Ö3 Austria Top 75)                          | 6             |
| Bélgica - (Ultratop 50 Flanders)                       | 7             |
| Bélgica - (Ultratop 40 Valônia)                        | 18            |
| Canadá - (Canadian Hot 100)                            | 3             |
| Chéquia - (IFPI)                                       | 14            |
| Roménia - (Romanian Top 100)                           | 2             |
| Dinamarca - (Tracklisten)                              | 4             |
| Finlândia - (Finland's Singles Chart)                  | 9             |
| França - (SNEP)                                        | 26            |
| Alemanha - (Media Control AG)                          | 12            |
| Irlanda - (IRMA)                                       | 5             |
| Países Baixos - (Nederlands Top 40 Singles)            | 11            |
| Nova Zelândia - (RIANZ)                                | 2             |
| Noruega - (VG-lista)                                   | 4             |
| Escócia - (The Official Charts Company)                | 2             |
| Eslováquia - (IFPI)                                    | 3             |
| Eslováquia - Slovak Airplay Chart                      | 2             |
| Espanha - (PROMUSICAE)                                 | 2             |
| Suécia - (Sverigetopplistan)                           | 5             |
| Suíça - (Media Control AG)                             | 4             |
| Reino Unido - (The Official Charts Company)            | 5             |
| Estados Unidos - US Billboard Hot 100                  | 4             |
| Estados Unidos - (Hot Dance Club Songs)                | 1             |
| Estados Unidos - (Radio Songs)                         | 1             |
| Estados Unidos - (Pop Songs)                           | 1             |
| Estados Unidos - US Latin Songs (Billboard)            | 10            |
| Estados Unidos - US Latin Pop Songs (Billboard)        | 8             |
| Estados Unidos - US Latin Tropical Airplay (Billboard) | 8             |

| País           | Certificação |
| -------------- | ------------ |
| Austrália      | 2× Platina   |
| Dinamarca      | Ouro         |
| Nova Zelândia  | Platina      |
| Espanha        | Ouro         |
| Suécia         | Ouro         |
| Estados Unidos | 2× Platina   |